# Tricentrus handschini
Tricentrus handschini är en insektsart som beskrevs av William D. Funkhouser 1936. Tricentrus handschini ingår i släktet Tricentrus och familjen hornstritar. Inga underarter finns listade i Catalogue of Life.